# ليبايا (مدينة)
ليبايا (بالإنجليزية: Liepāja)‏ هي مدينة وcity under state jurisdiction in Latvia تقع في لاتفيا في لاتفيا.[بحاجة لمصدر] يقدر عدد سكانها بـ 82,386 نسمة ومساحتها 60.4 كم2 .

## المناخ
يظهر الجدول التالي التغييرات المناخية على مدار السنة لليبايا:
| البيانات المناخية لـليبايا                                                         | البيانات المناخية لـليبايا | البيانات المناخية لـليبايا | البيانات المناخية لـليبايا | البيانات المناخية لـليبايا | البيانات المناخية لـليبايا | البيانات المناخية لـليبايا | البيانات المناخية لـليبايا | البيانات المناخية لـليبايا | البيانات المناخية لـليبايا | البيانات المناخية لـليبايا | البيانات المناخية لـليبايا | البيانات المناخية لـليبايا | البيانات المناخية لـليبايا |
| الشهر                                                                              | يناير                      | فبراير                     | مارس                       | أبريل                      | مايو                       | يونيو                      | يوليو                      | أغسطس                      | سبتمبر                     | أكتوبر                     | نوفمبر                     | ديسمبر                     | المعدل السنوي              |
| ---------------------------------------------------------------------------------- | -------------------------- | -------------------------- | -------------------------- | -------------------------- | -------------------------- | -------------------------- | -------------------------- | -------------------------- | -------------------------- | -------------------------- | -------------------------- | -------------------------- | -------------------------- |
| الدرجة القصوى °م (°ف)                                                              | 7.9 (46.2)                 | 15.5 (59.9)                | 17.8 (64.0)                | 24.5 (76.1)                | 30.0 (86.0)                | 32.7 (90.9)                | 33.7 (92.7)                | 33.6 (92.5)                | 30.7 (87.3)                | 22.2 (72.0)                | 15.4 (59.7)                | 10.1 (50.2)                | 33.7 (92.7)                |
| متوسط درجة الحرارة الكبرى °م (°ف)                                                  | 0.8 (33.4)                 | 0.7 (33.3)                 | 3.8 (38.8)                 | 9.8 (49.6)                 | 15.3 (59.5)                | 17.9 (64.2)                | 21.0 (69.8)                | 21.0 (69.8)                | 16.5 (61.7)                | 11.3 (52.3)                | 5.6 (42.1)                 | 2.3 (36.1)                 | 10.5 (50.9)                |
| المتوسط اليومي °م (°ف)                                                             | −1.3 (29.7)                | −1.7 (28.9)                | 1.0 (33.8)                 | 6.0 (42.8)                 | 11.2 (52.2)                | 14.3 (57.7)                | 17.4 (63.3)                | 17.4 (63.3)                | 13.2 (55.8)                | 8.6 (47.5)                 | 3.6 (38.5)                 | 0.3 (32.5)                 | 7.6 (45.7)                 |
| متوسط درجة الحرارة الصغرى °م (°ف)                                                  | −3.3 (26.1)                | −4.1 (24.6)                | −1.9 (28.6)                | 2.2 (36.0)                 | 7.0 (44.6)                 | 10.7 (51.3)                | 13.8 (56.8)                | 13.7 (56.7)                | 9.9 (49.8)                 | 5.9 (42.6)                 | 1.5 (34.7)                 | −1.8 (28.8)                | 4.5 (40.1)                 |
| أدنى درجة حرارة °م (°ف)                                                            | −32.9 (−27.2)              | −31.6 (−24.9)              | −23.8 (−10.8)              | −10.1 (13.8)               | −4.3 (24.3)                | 0.5 (32.9)                 | 4.8 (40.6)                 | 4.6 (40.3)                 | −1.7 (28.9)                | −7.3 (18.9)                | −17.5 (0.5)                | −25.8 (−14.4)              | −32.9 (−27.2)              |
| الهطول مم (إنش)                                                                    | 58.5 (2.30)                | 42.2 (1.66)                | 46.5 (1.83)                | 43.0 (1.69)                | 41.2 (1.62)                | 56.0 (2.20)                | 72.1 (2.84)                | 77.9 (3.07)                | 81.9 (3.22)                | 89.8 (3.54)                | 87.8 (3.46)                | 73.7 (2.90)                | 762.9 (30.04)              |
| متوسط أيام هطول الأمطار                                                            | 13.7                       | 9.9                        | 10.6                       | 7.1                        | 6.9                        | 8.3                        | 8.8                        | 10.0                       | 12.0                       | 13.8                       | 15.6                       | 14.5                       | 130.1                      |
| متوسط الرطوبة النسبية (%)                                                          | 87.2                       | 85.8                       | 82.8                       | 76.3                       | 75.7                       | 77.4                       | 78.9                       | 78.5                       | 80.5                       | 82.9                       | 87.4                       | 86.9                       | 81.7                       |
| ساعات سطوع الشمس الشهرية                                                           | 34                         | 64                         | 130                        | 187                        | 273                        | 295                        | 279                        | 248                        | 173                        | 103                        | 43                         | 28                         | 1٬857                      |
| المصدر #1: الإدارة الوطنية للمحيطات والغلاف الجوي (sun 1961-1990)                  |                            |                            |                            |                            |                            |                            |                            |                            |                            |                            |                            |                            |                            |
| المصدر #2: Weatherbase (precipitation, humidity, extremes) Source #3: Météo Climat |                            |                            |                            |                            |                            |                            |                            |                            |                            |                            |                            |                            |                            |

## المدن التوأمة
مدينة كلايبيدا هي مدينة توأمة لـليباجا.

## أعلام
- ماركس جورفيتشوس
- فلاديمير كرنيغ
- جانيس بورزينجيس
- غيرتس كارلسونس
- نلسون ستيبانيان
- أوتو فيشر
- والتر كروغر
- جاكوب كلاين